# Никитинка (Свердловская область)
Никитинка — бывшая деревня в Шалинском районе Свердловской области России. В 2017 году деревня упразднена и включена в состав посёлка городского типа Шаля.
На муниципальном уровне входила в состав Шалинского городского округа.

## Географическое положение
Бывшая деревня Никитинка расположена в одном километре к юго-западу от центра посёлка Шаля, у истока реки Шали (левого притока Сылвы), на левом берегу. Ныне деревня составляет две улицы посёлка Шаля — Полевая и Цветочная.

## История
В 2017 году деревня Никитинка была упразднена путём присоединения к рабочему посёлку Шаля.

## Население
| 2002 | 2010 |
| ---- | ---- |
| 25   | ↗38  |

Структура
По данным Всероссийской переписи населения 2002 года, все жители Никитинки — русские. По данным переписи населения 2010 года, в деревне проживали 18 мужчин 20 женщин.